# 羊鵾
羊 鵾（よう こん、528年 - 555年）は、南朝梁の軍人。字は子鵬。本貫は泰山郡梁父県。

## 経歴
羊侃の三男として生まれた。侯景の乱が起こると、羊鵾は羊侃に従って建康の台城の中にいた。台城が陥落すると、羊鵾は陽平に隠れた。侯景が羊鵾の妹を小妻としていたことから、羊鵾を召し出して、庫真都督に任じて厚遇した。後に羊鵾は太子舎人をつとめた。太始2年（552年）3月、侯景が王僧弁に敗れて建康を放棄すると、羊鵾は侯景をひそかに始末しようと、その東方への逃走に従った。侯景が松江で戦って敗れると、3隻の小船を残すだけとなった。侯景は海に下ろうと蒙山に向かった。侯景が昼寝をしている隙に、羊鵾は船頭に命じて船を京口に向かわせた。船が胡豆洲にやってくると、侯景は気づいて驚き、岸の上人に訊ねると、郭元建がまだ広陵に健在であると言われた。侯景は喜んで、船を広陵に向かわせようとした。羊鵾は抜刀して船頭を脅し、京口に向かわせた。侯景がきれいな水を求めたところ、羊鵾は刀を抜いて侯景に切りつけた。侯景は船中を逃げ回り、小刀で船をえぐった。羊鵾は槊で侯景を刺殺した。同年（承聖元年）、羊鵾は元帝により持節・通直散騎常侍・都督青冀二州諸軍事・明威将軍・青州刺史に任じられ、昌国県公に封じられ、さらに東陽郡太守を兼ねた。
承聖2年（553年）、湘州の陸納を討ち、散騎常侍の位を加えられた。硤中を平定し、西晋州刺史に任じられた。郭元建を東関で破り、使持節・信武将軍・東晋州刺史に転じた。承聖3年（554年）、西魏により江陵が包囲されると、羊鵾は救援に赴いて及ばなかった。王僧弁の弟の王僧愔に従って蕭勃を嶺表に討った。承聖4年（555年）、羊鵾は王僧弁が陳霸先に殺害されたと聞いて建康に帰還する途中、侯瑱に敗れて豫章で殺害された。享年は28。

## 伝記資料
- 『梁書』巻39 列伝第33
- 『南史』巻63 列伝第53

## 関連作品
- 田中芳樹『長江落日賦』 徳間書店 1992年、祥伝社文庫 1999年　表題作の主人公として扱われている。